# Masdevallia gnoma
Masdevallia gnoma är en orkidéart som beskrevs av Herman Royden Sweet. Masdevallia gnoma ingår i släktet Masdevallia och familjen orkidéer. Inga underarter finns listade i Catalogue of Life.